# Jan Murk de Vries
Jan Murk (JanMurk) de Vries (Bolsward, 11 november 1919 – Harlingen, 9 mei 2015) was een Nederlands edelsmid, glasschilder, tekenaar, kunstschilder, beeldhouwer en monumentaal kunstenaar.

## Leven en werk
De Vries wordt geboren als Jan de Vries en voegt als eerbetoon aan zijn moeder Murkje in de jaren 50 de naam Murk toe aan zijn naam. Hij volgde een opleiding aan de Rijksnormaalschool voor Teekenonderwijs in Amsterdam. Hier maakte hij kennis met de exposities van Cobra. In de vrije schilderkunst en het beeldhouwen is hij expressionistisch-abstract en bij de toegepaste kunst abstract en figuratief (aldus Scheen in 1969-1970). Hij woonde in Leeuwarden (1952-1964), Harlingen (1964-1986) en Firdgum. In 2012 werd acrylaatwerk tentoongesteld in het Museum voor vlakglas- en emaillekunst in Ravenstein en in 2013 werd zijn werk geëxposeerd in de Broerekerk van Bolsward.
Ook is hij vanaf 1964 enige jaren actief geweest als tekenleraar op de HBS St.Martinus te Bolsward.
Jan Murk de Vries overleed in Harlingen op ruim 95-jarige leeftijd.

## Werken (selectie)
- 1958: metaalplastiek (treurende mensen) op de algemene begraafplaats van Sneek
- 1961: doopvont in de hervormde kerk van Lemmer
- 1965: doopvont in de kerk van Hidaard
- 1965: monument op de Joodse Begraafplaats van Harlingen
- 1966: doopvont in de Koepelkerk te Witmarsum
- 1972: raam in serviceflat Lenna te Wolvega
- 1981: Vogels in Harlingen
- 1985: Kruisbeeld in de Sint-Martinuskerk in Wirdum
- 2000: monument op de rooms-katholieke begraafplaats van Harlingen
- 2012: twee ramen in de kerk van Kortehemmen
- Jaartal onbekend: acrylaatramen in de Sint-Michaëlkerk van Harlingen
- Ramen in voormalig cultureel centrum Trebol in Harlingen, vernietigd bij renovatie

## Fotogalerij

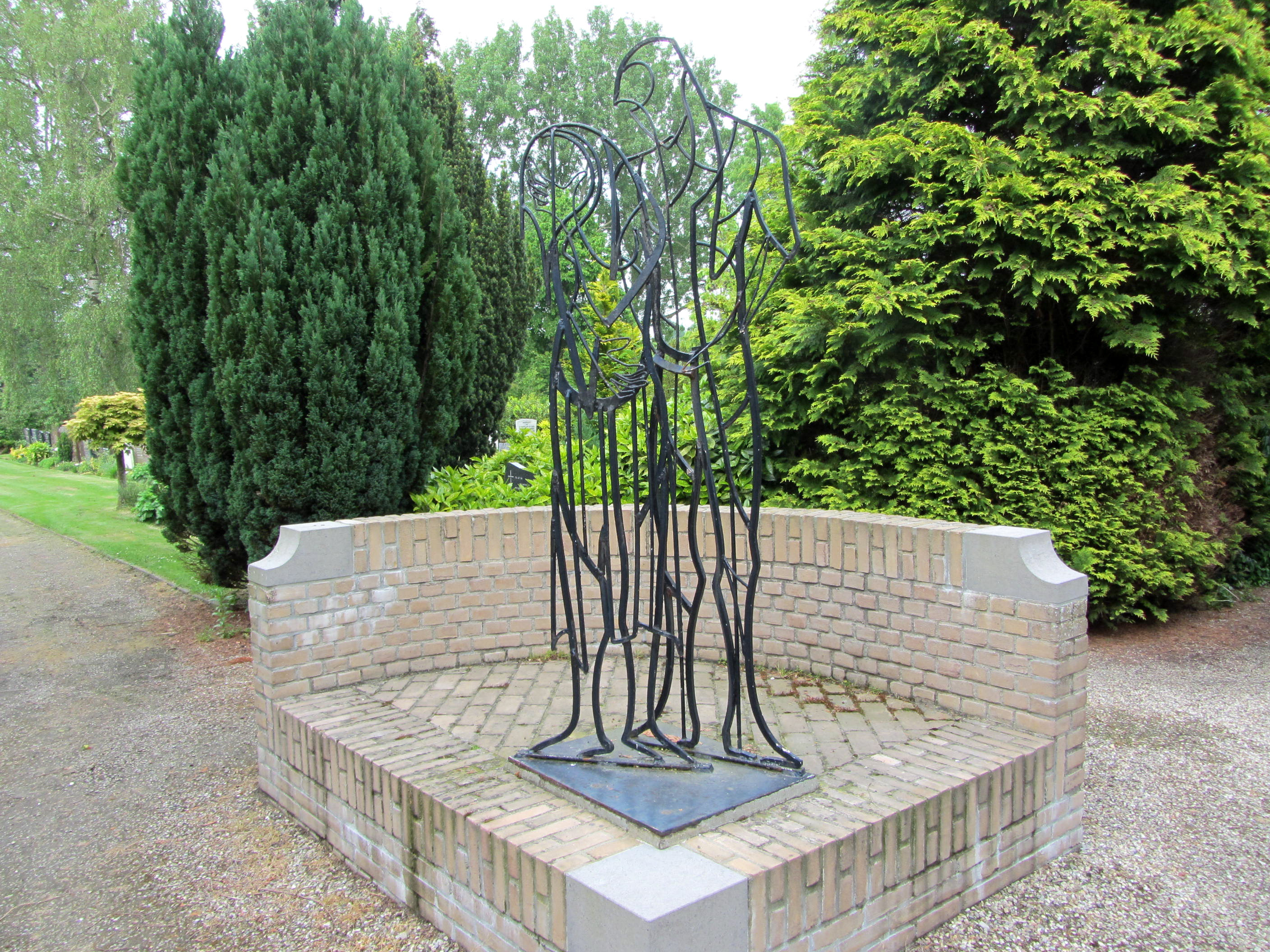
Treurende mensen, Sneek
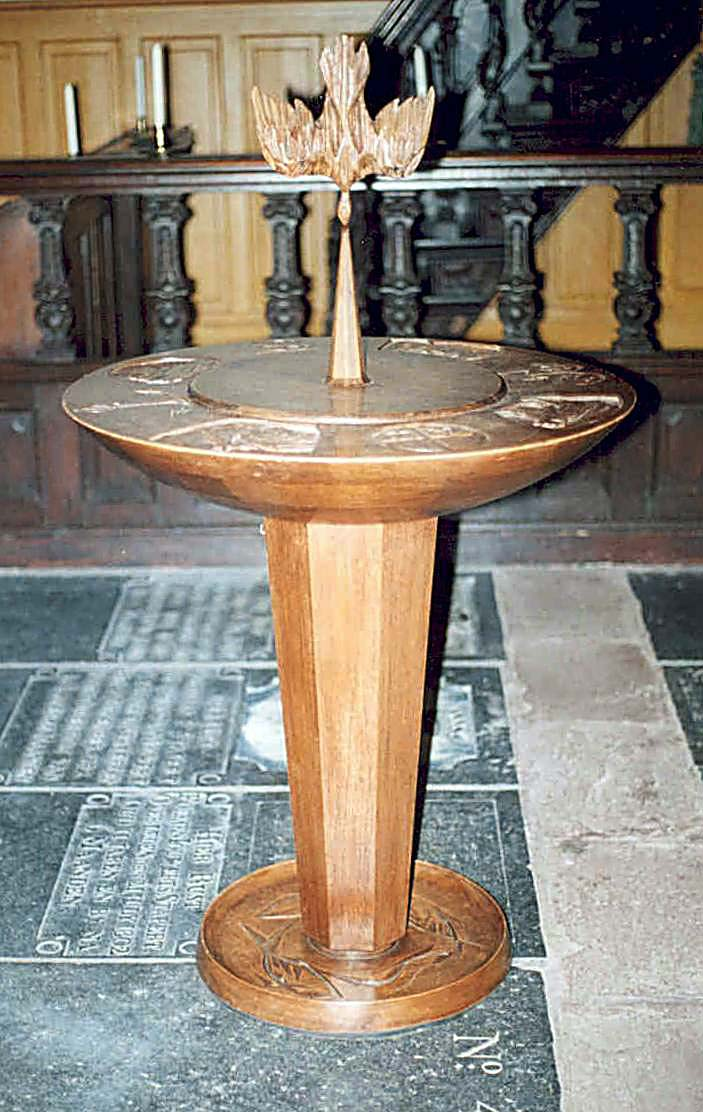
Doopvont in Hervormde kerk van Lemmer
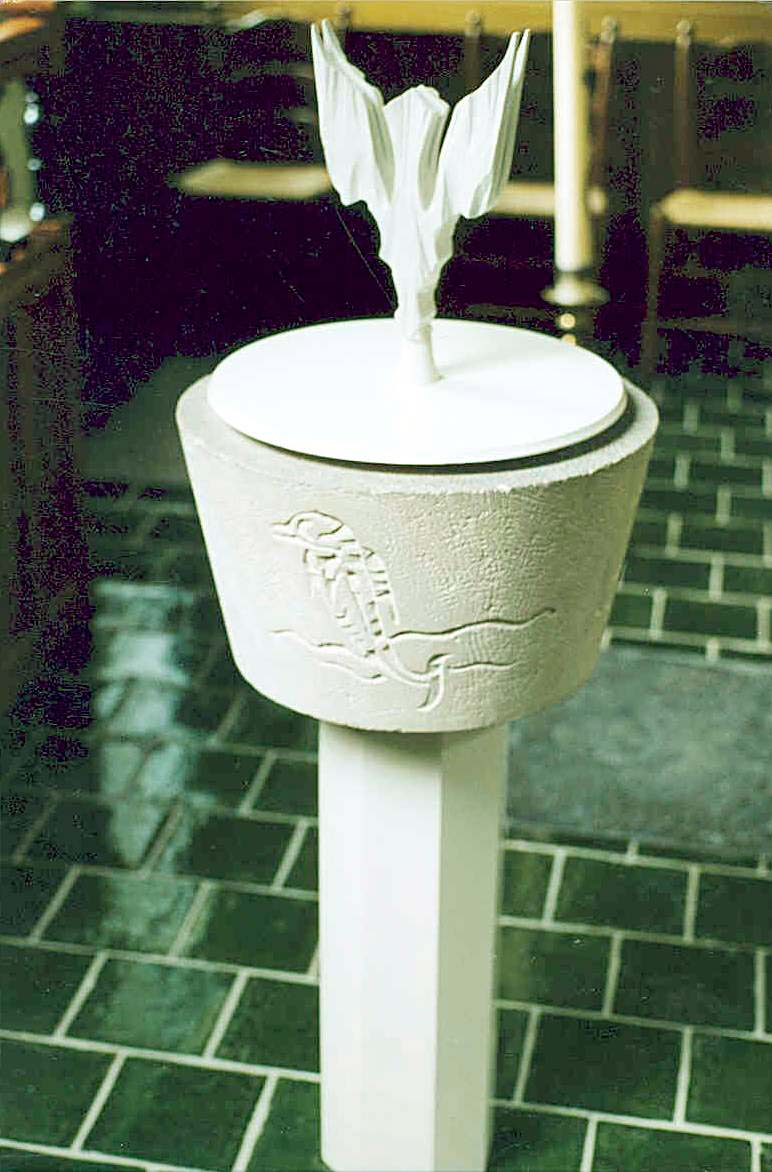
Doopvont in kerk van Hidaard
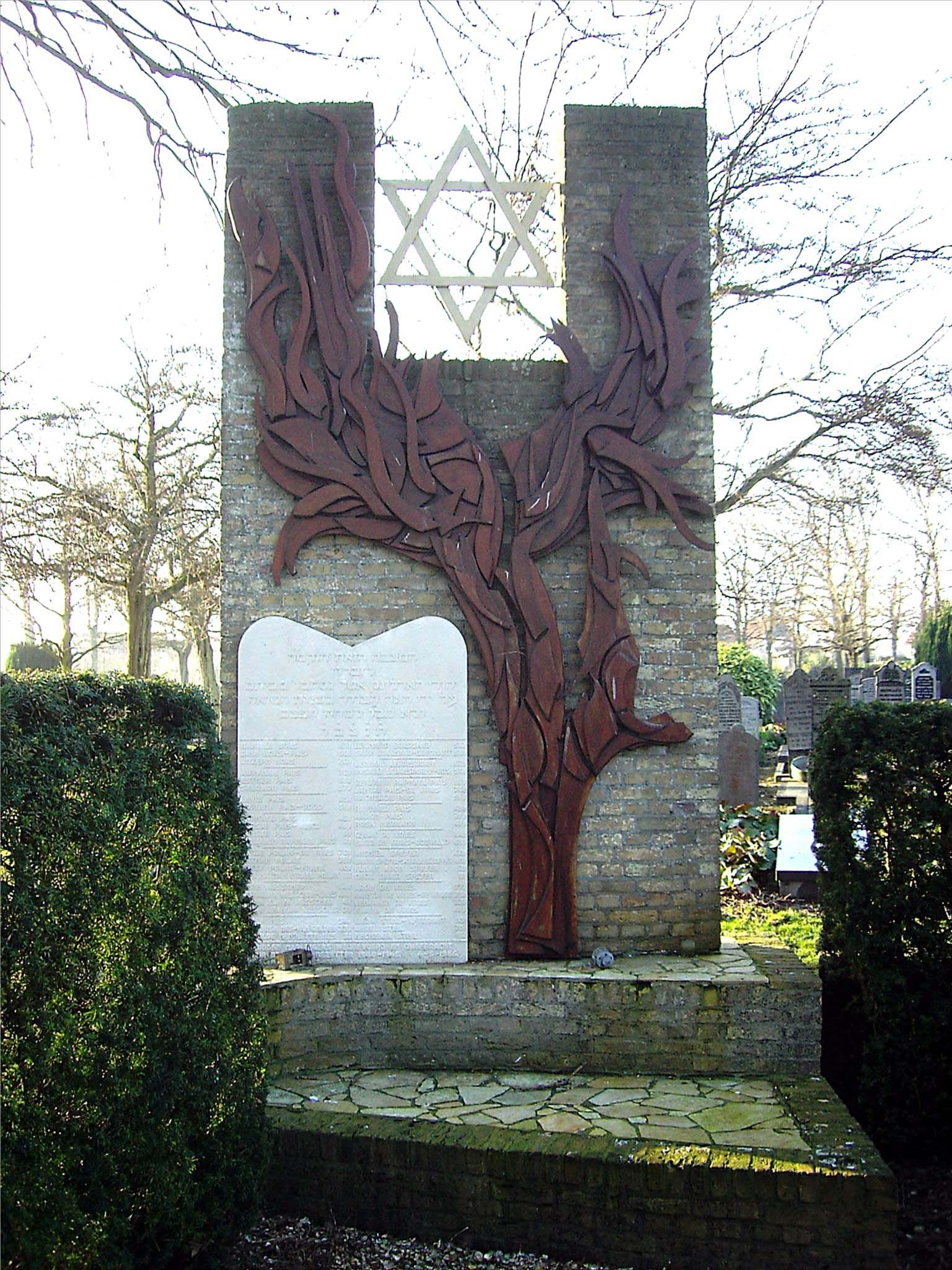
Monument Joodse begraafplaats, Harlingen
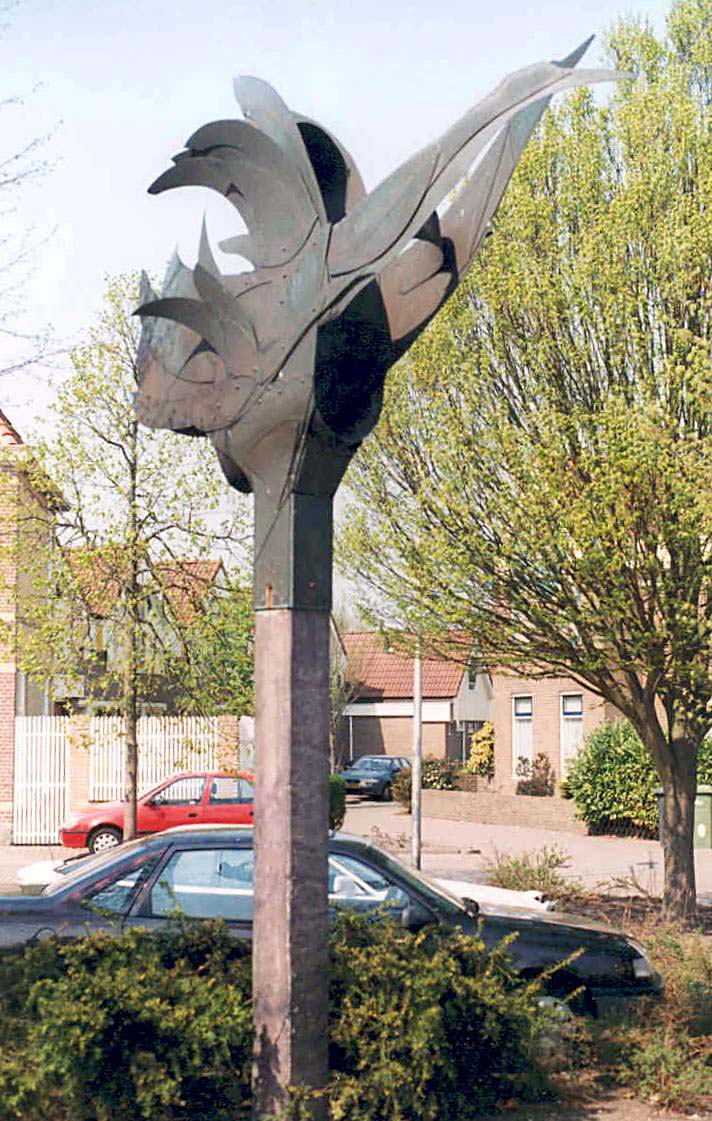
Vogels, Harlingen
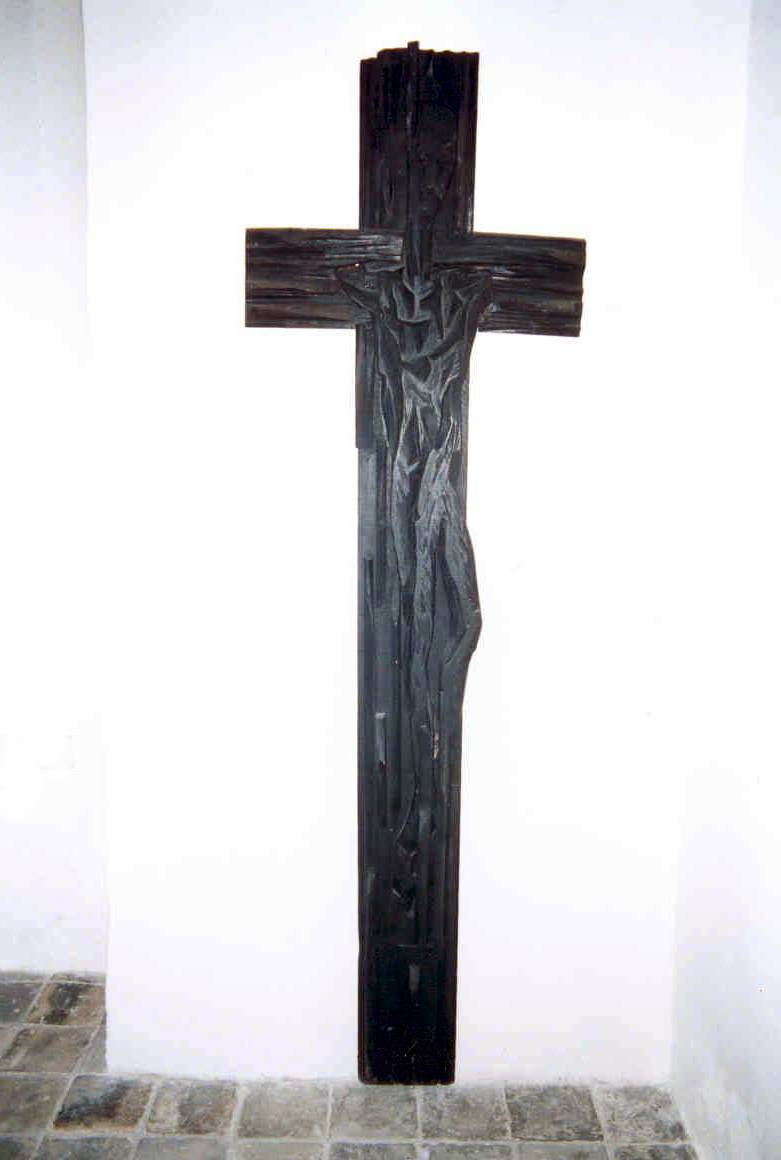
Kruisbeeld in Sint-Martinuskerk, Wirdum
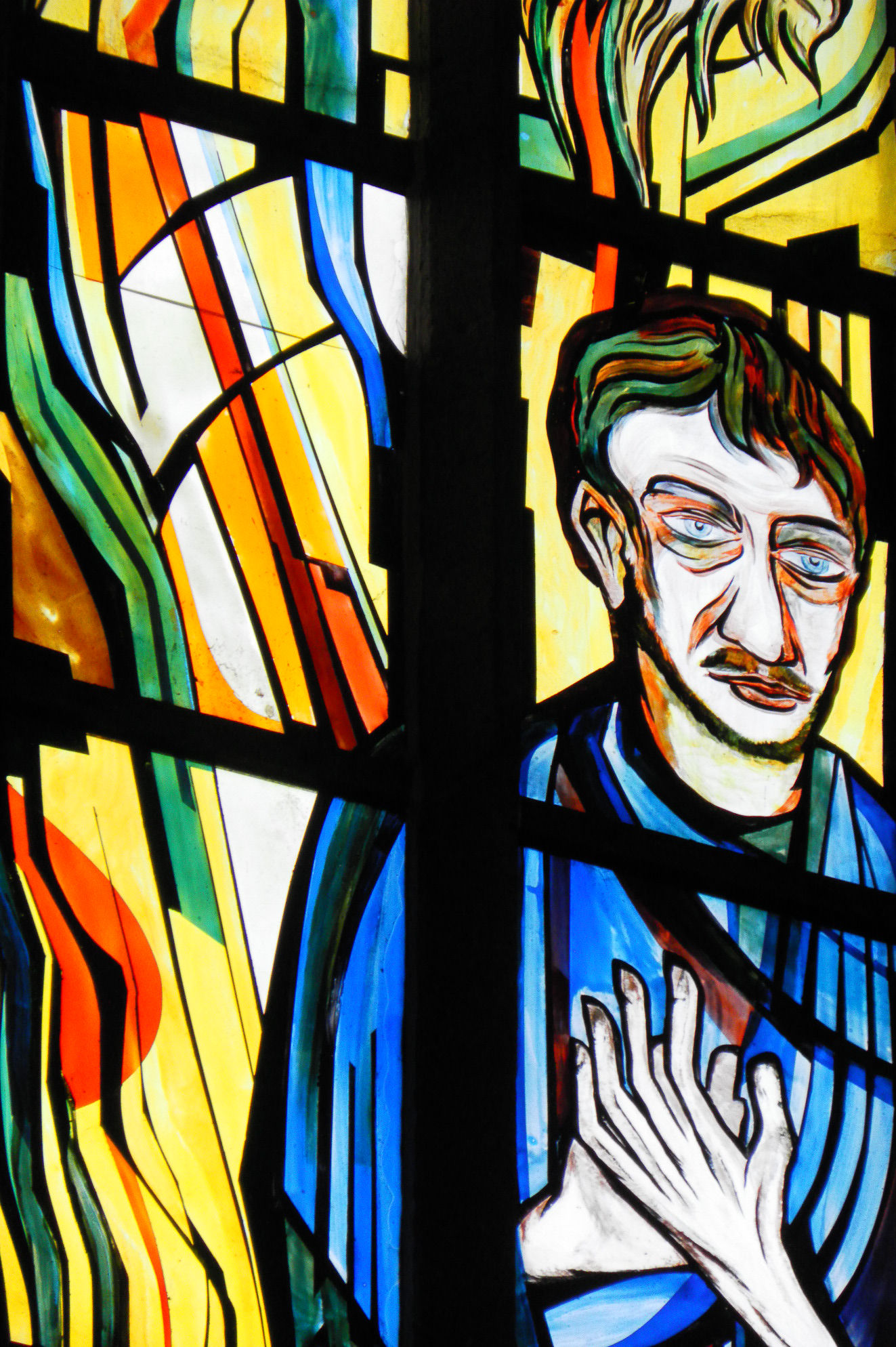
Detail raam Sint-Michaëlkerk, Harlingen
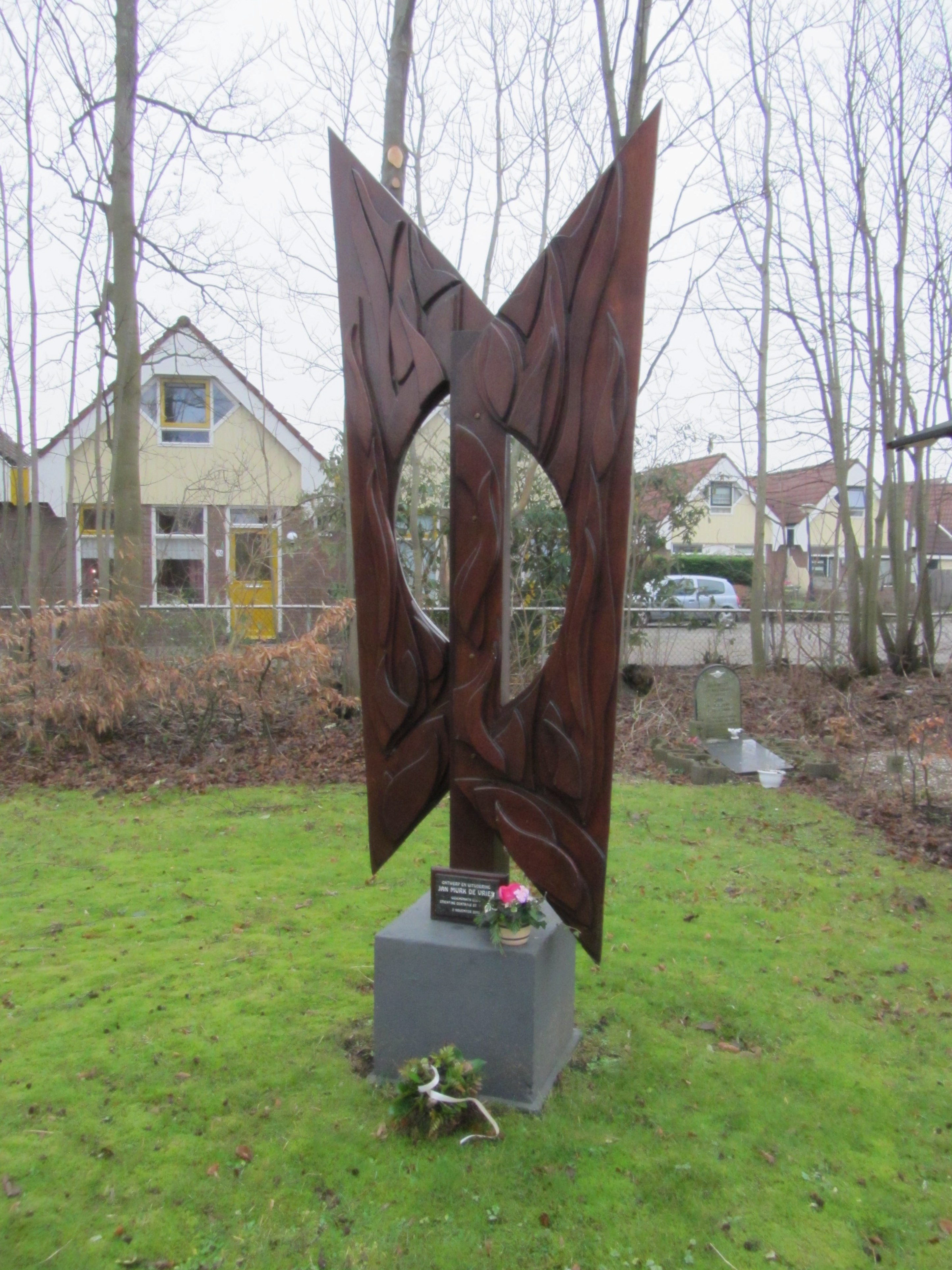
Monument RK begraafplaats, Harlingen

- Gemeinsame Normdatei: 1205376682
- International Standard Name Identifier: 0000 0003 9486 3220
- Nederlandse Thesaurus van Auteursnamen: 071425659
- RKD-Nederlands Instituut voor Kunstgeschiedenis: 82112
- Virtual International Authority File: 289473248